# Балаш, Иван
Иван Балаш (? — апрель 1633) — монастырский крестьянин, предводитель казацко-крестьянского восстания на Смоленщине и Северщине (1632—1634).

## Биография
Дата рождения неизвестна. Происходил из крестьян Болдина монастыря в Дорогобужском уезде на Смоленщине.
Восстание Балаша началось во время Смоленской войны (1632—1634). Осенью 1632 года Иван Балаш сформировал повстанческий отряд в Дорогобужском уезде. Отряд Балаша сформировался не только из смоленских крестьян, но и за счет бежавших из войска М. Б. Шеина солдат, набранных из «охочих людей», «вольных казаков» или «шишей».
Под Смоленском в отряде Ивана Балаша было 400 крестьян, 200 солдат и казаков. Затем он значительно увеличился за счет присоединившихся «порубежных мужиков» в Кадине, Красном и других селах. Красный стал центром, откуда балашовцы совершали свои рейды против польско-литовских гарнизонов на Дорогобужский и Рославльский уезды, Стародуб, Гомель, Кричев и другие места.
В составе русской армии отряд Ивана Балаша участвовал в осаде русской армией Смоленска. Балашовцы одержали победы в боях у сел Кадино и Красное под Смоленском. Совместно с русским войском балашовцы участвовали в осаде Стародуба.
В 1633 году отряды балашовцев совершали рейды под города Гомель и Чечерск, затем Иван Балаш расположился в укрепленном лагере под Стародубом. Отряды повстанцев грабили и разоряли не только имения польско-литовских шляхтичей, но и поместья московских дворян и служилых людей. Земельные собственники на Смоленщине неоднократно жаловались в Москву на действия И. Балаша.
В январе 1633 года главный царский воевода, боярин Михаил Шеин, вступил в переговоры с атаманом Иваном Балашом. Русские войска, выступившие на Смоленск, не смогли взять штурмом хорошо укрепленный город. Началась длительная осада города. Русская армия стали испытывать большие трудности с провиантом, в ней начались голод и болезни. Часть казаков, стрельцов и новоприбывших казаков дезертировала, увеличив отряды смоленских повстанцев.
Боярин Михаил Борисович Шеин надеялся за счёт балашовцев пополнить ряды действующей армии и обещал помилование всем мятежникам за свершенные ими в ходе восстания «воровские дела». Переговоры завершились безуспешно. Отряды балашовцев продолжали разорять дворянские и помещичьи усадьбы.
Царское правительство приказало воеводам подавить казацко-крестьянское восстание под руководством Ивана Балаша. В марте 1633 года царский воевода И. Ф. Еропкин разбил повстанческий отряд И. Балаша под Стародубом, а его предводителя взял в плен. После поражения часть балашовцев бежала на Дон, а остальные вернулись под Смоленск. Балаш был пленен и в апреле того же года умер в тюрьме в Стародубе.
Но восстание продолжалось, активно действовали отряды атаманов В.Рострубаева, А.Чертопруда, С.Пирога, Г.Растопчина. Но в июне 1634 года в лагере балашовцев произошёл раскол. Отряд атамана Г.Растопчина сдался царским войскам в г.Серпухов. Отряд атамана А.Чертопруда двинулся через Тулу и Епифань к Дону, но 13 июня 1634 года потерпел поражение в сражении с правительственными войсками на р.Проня в районе Епифани, а 23 июня 1634 года ещё на р.Бетяга близ Воронежа. После чего отряды балашовцев были рассеяны окончательно.